# تشاراكترون

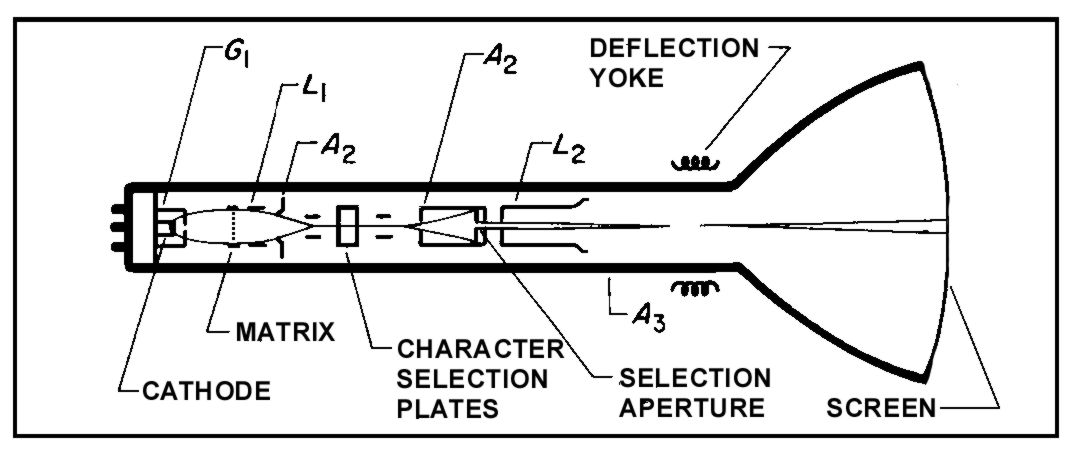
تصميم أنبوب تشاراكترون الأساسي

كانت تشاراكترون علامة تجارية مسجلة في الولايات المتحدة (رقم 0585950، 23 فبراير 1954) لشركة كونسوليتد فيلتي آيركرافت كوربوريشن (بالإنجليزية: Consolidated Vultee Aircraft Corporation)‏ (كونفير) لأنبوب أشعة الكاثود ذو الحزمة الإلكترونية الشكل. تؤدي وحدات تشاراكترون الخاصة بشخصيات تشاراكترون وظائف جهاز عرض وذاكرة للقراءة فقط تخزن أحرفًا وخطوطًا متعددة. كانت تايبترون (بالإنجليزية: Typotron)‏ علامة تجارية مماثلة مسجلة في الولايات المتحدة (23 نوفمبر 1953) لشركة طائرات هيوز (بالإنجليزية: Hughes Aircraft Corporation)‏ لنوعها من أنبوب تخزين شعاع الإلكترون المشكل مع شاشة تخزين ثنائية الاستقرار ذات رؤية مباشرة.
استخدم كاربترون تشاراكترون شعاعًا إلكترونيًا لإغراق أنود مثقوب بشكل خاص يحتوي على أنماط الاستنسل لكل حرف من الأحرف التي يمكن أن يشكلها. أدى وضع الانحراف الأول لشعاع الإلكترون إلى توجيه الحزمة لتمرير أحد الأحرف والرموز (عادةً 64 أو 116) التي يمكن تشكيلها. تمت إعادة توسيط الشعاع، الذي كان يحتوي بعد ذلك على المقطع العرضي للحرف المطلوب، على طول محور الأنبوب وانحرف إلى الموضع المطلوب للشاشة للعرض. بالتناوب، كما في الصورة المصاحبة، تم ملء المصفوفة بأكملها بحزمة الإلكترون ثم انحرفت من خلال فتحة اختيار لعزل حرف واحد.
على المدى أحيانا يتم تطبيق تشاراكترون عن طريق الخطأ إلى نوع آخر من تشاراكترون يسمى بشكل صحيح راسم أحادي الذي يولد إشارة كهربائية عن طريق مسح شعاع الإلكترون من المقطع العرضي موحد عبر نمط المطبوعة على القطب الهدف الداخلي.

## التطبيقات
كان هناك نوعان أساسيان / استخدامات لهذا الجهاز:
1. العرض المباشر - حيث شاهد المستخدم المقصود وجه الأنبوب. مثال على ذلك كان 19 بوصة (480 مـم)* أنبوب لوحدة تحكم الكمبيوتر AN / FSQ-7 SAGE شبه الأوتوماتيكية للبيئة الأرضية.[7]
2. الإخراج الفوتوغرافي - حيث تم تصوير شاشة العرض بواسطة كاميرا ميكروفيلم لتسجيل البيانات التي تم إنشاؤها بواسطة الكمبيوتر. كان نظام سلسلة Stromberg-Carlson SC-4000 استخدامًا نموذجيًا 5 بوصة (130 مـم)*.[8][9]

انتقلت الخبرة الفنية والعلامات التجارية الخاصة بشخصية تشاراكترون في النهاية إلى سترومبيرج -كارلسون، جنرال دايناميكس، سترومبيرج داتاجرافيكس، أناكومب، وأخيراً ليكسل أنظمة التصوير.

## براءات الاختراع
- U.S. Patent 2٬735٬956
- U.S. Patent 2٬824٬250

## روابط خارجية
- وصف شخصية عرض مباشر استخدم على كمبيوتر UNIVAC 1107 في أواخر الستينيات
- The Charactron على موقع واي باك مشين (نسخة محفوظة October 23, 2018)
- صورة أنبوب الكارترون
- فيلم وصفي في ذلك الوقت وصورة لمطوري أنبوب كاركترون
- نظرية التشغيل لنظام العرض SAGE. وصف تفصيلي للأحرف صفحة 37 وما يليها.